# Great Fransham
Great Fransham är en by i civil parish Fransham, i distriktet Breckland, i grevskapet Norfolk i England. Byn är belägen 9 km från Swaffham. Great Fransham var en civil parish fram till 1935 när blev den en del av Fransham. Civil parish hade 222 invånare år 1931.